# Илистая (река, впадает в Ханку)
И́листая — река в Приморском крае России. Берёт начало на склонах хребта Пржевальского (горной системы Сихотэ-Алиня), течёт в северо-западном направлении, впадает в южную часть озера Ханка двумя рукавами. Высота устья — 68 м над уровнем моря. Длина реки — 220 км, площадь водосборного бассейна — 5470 км².
До 1972 года река носила название Лефу (Лефа), образовывалась слиянием рек Большая Лефу (Большая Лефа) и Малая Лефу (Малая Лефа). После вооружённого конфликта за остров Даманский в Приморском крае произошло массовое переименование географических названий китайского происхождения. После переименования Большая Лефу и Лефу стали называться Илистая, а Малая Лефу — Малая Илистая.
Верховья Илистой пересекает вал Чакири-мудун, о котором упоминал В. К. Арсеньев в книге «В горах Сихотэ-Алиня».
Основные притоки: Малая Илистая, Снегуровка, Ляличи, Абрамовка, Черниговка.
Населённые пункты в долине реки (от истока к устью):
- Анучинский район: Тигровый, в верховьях;
- Михайловский район: Отрадное, Николаевка, Горбатка, Ивановка, Ляличи;
- Черниговский район: Орехово, Халкидон, Алтыновка, Вадимовка;
- Хорольский район: Сиваковка.

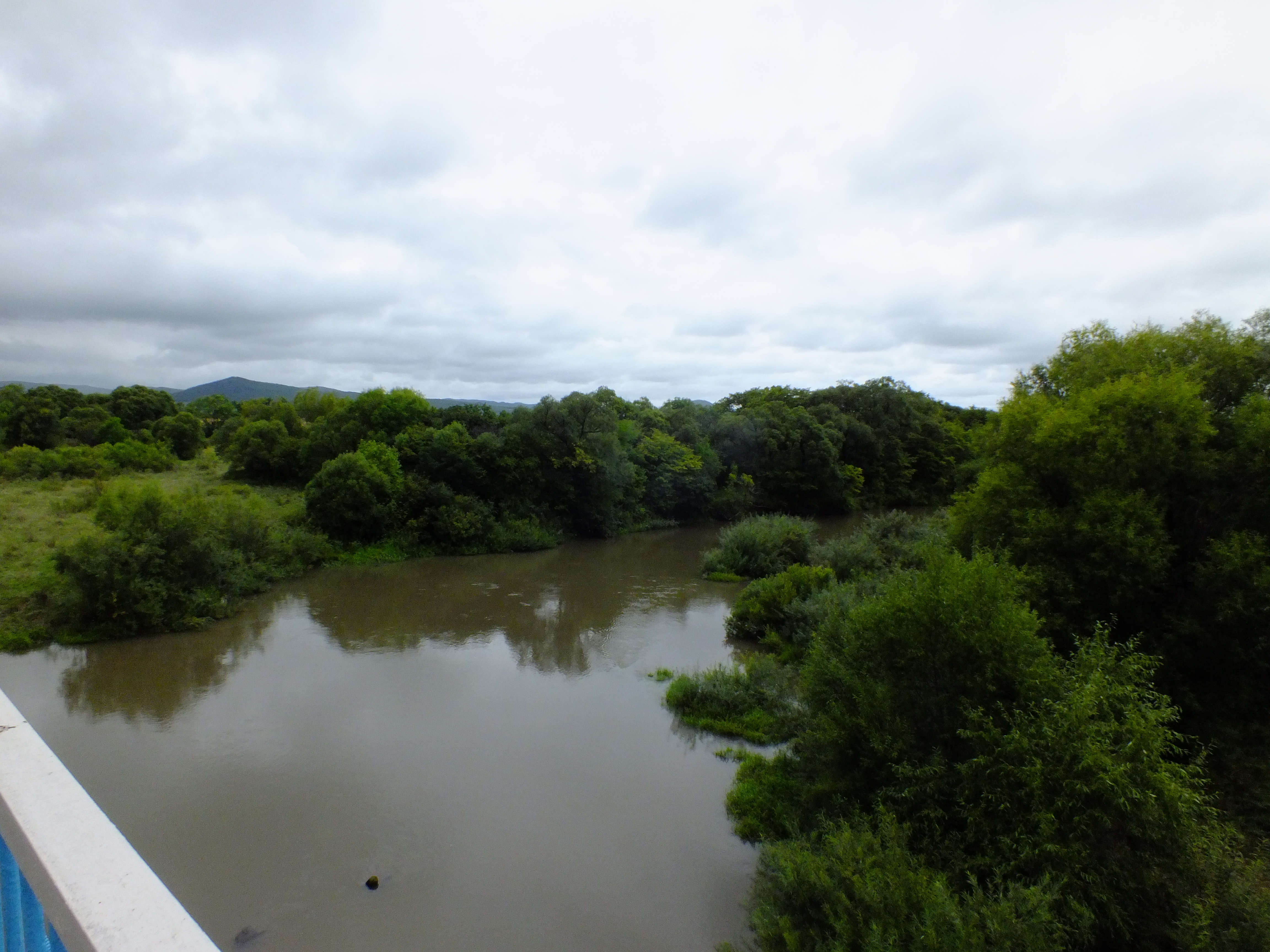
Река Илистая у села Ивановка
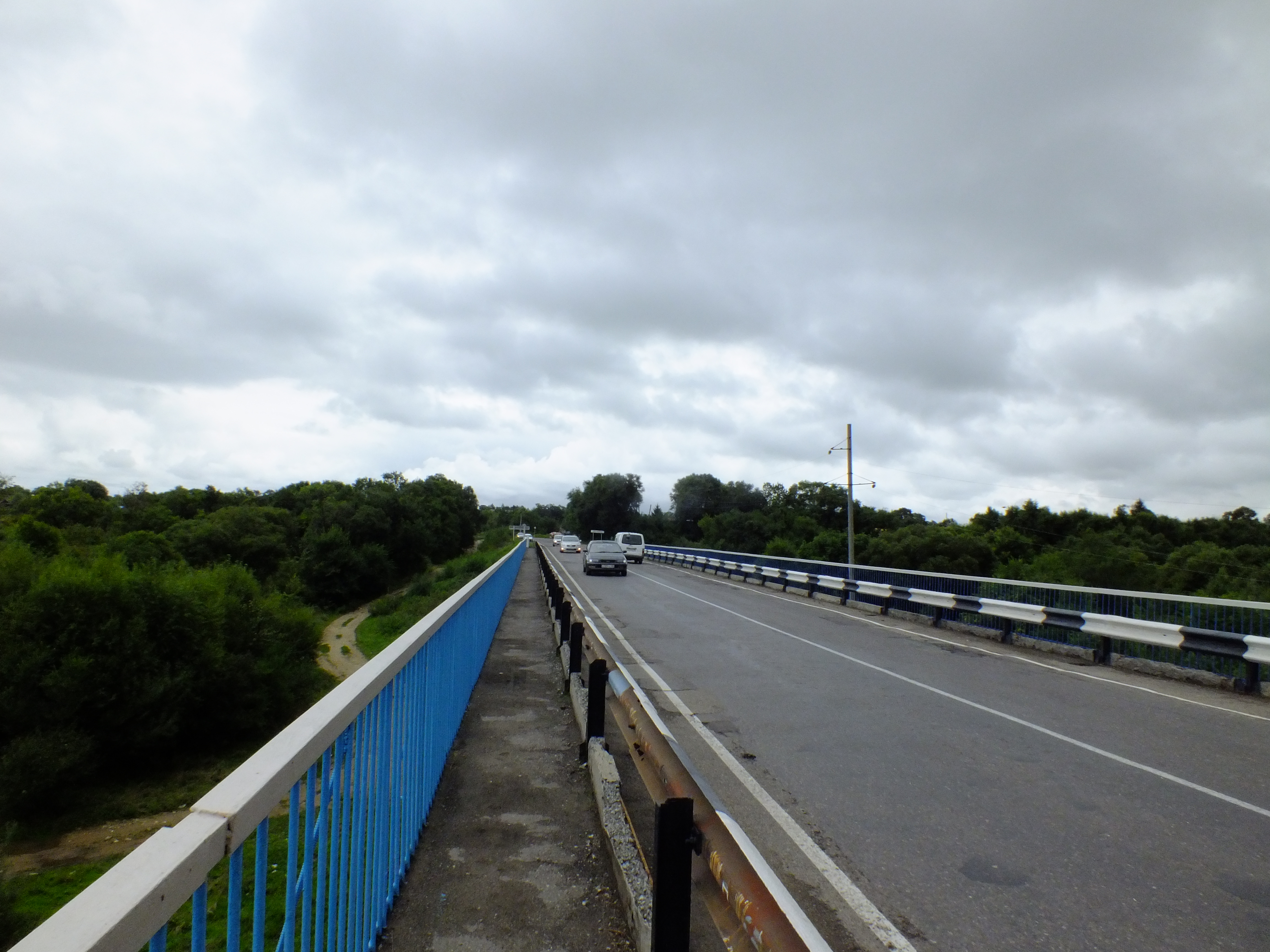
Мост через Илистую у села Ивановка на трассе Осиновка — Рудная Пристань